# Barback
Een barback of runner is een assistent van de barman. Barbacks bevoorraden de bar met drank, ijs, glaswerk, bier, garnituren en dergelijke. De barback kan ook verantwoordelijk zijn voor het ophalen en schoonmaken van glazen.
Met "barrunner" kan ook worden verwezen naar een barmat, een rubbermat waar glazen opgezet worden, als vervanging voor viltjes.